# Goran Jeretin
Goran Jeretin (serbisch-kyrillisch Горан Јеретин; * 17. September 1979 in Nikšić, SR Montenegro) ist ein montenegrinischer Basketballspieler. Auf Jeretin wurden erst vergleichsweise spät erstklassige Vereine aufmerksam. Nach Stationen in seiner Heimat hatte er 2007 einen Kurzzeitvertrag beim israelischen Serienmeister Maccabi aus Tel Aviv. In der Saisonvorbereitung der folgenden Spielzeit hatte er einen Kreuzbandriss, so dass er in der Saison 2007/08 kein Meisterschaftsspiel für den deutschen Erstligisten ALBA aus Berlin absolvierte. Erst in der Saison 2011/12 absolvierte er seine ersten Spiele in der deutschen Basketball-Bundesliga, als er interimsweise bei den Dragons aus Artland für einen anderen verletzten Spieler einsprang. Zuletzt spielte Jeretin Anfang 2013 auf Zypern für AEK Larnaka.

## Karriere
Jeretin spielte zunächst beim KK Ibon aus seiner Geburtsstadt, der in der zweiten serbisch-montenegrinischen Division 1B spielte. Im Jahre 2001 wechselte er zum erstklassigen KK Lovćen aus Cetinje und konnte sich dort sich weiter empfehlen, so dass er ab der Spielzeit 2002/03 beim renommierten KK Crvena zvezda (deutsch BK Roter Stern) aus der serbischen Hauptstadt Belgrad spielte. Mit Roter Stern gewann er zwei serbisch-montenegrinische Pokalwettbewerbe 2004 und 2006, wo er in den jeweiligen Finalspielen als MVP ausgezeichnet wurde. Zudem erreichte man 2006 das Meisterschaftsfinale, das gegen den Lokalrivalen und Titelverteidiger KK Partizan Belgrad verloren ging. International erreichte man im ULEB Cup 2005/06 das Viertelfinale, welches gegen den späteren Titelgewinner MBK Dynamo Moskau verloren ging. Zur folgenden Saison wollte Jeretin nach Russland wechseln und unterschrieb einen Vertrag bei Dynamo aus Sankt Petersburg. Nach dem Bankrott dieses Vereins im Oktober 2006 wechselte er zum führenden montenegrinischen Verein KK Budućnost aus der Hauptstadt Podgorica. Der mehrfache serbisch-montenegrinische Meister wurde auch in der Premierensaison der montenegrinischen Meisterschaft 2006/07 Double-Gewinner. Zu Mitte der Saison verließ Jeretin jedoch den Verein und wechselte schließlich doch ins Ausland.
Im Januar 2007 erhielt er einen bis Saisonende befristeten Vertrag bei Maccabi Tel Aviv aus Israel, die der FIBA Europa angegliedert sind und in den europäischen Vereinswettbewerben zu den führenden Mannschaften zählen. In der israelischen Meisterschaft konnte man den Titel zum dreizehnten Mal in Folge erfolgreich verteidigen, während man in der höchsten europäischen Spielklasse EuroLeague 2006/07 in der Viertelfinalserie in einer Neuauflage des Vorjahresfinalspiels gegen Titelverteidiger PBK ZSKA Moskau ausschied. Anschließend holte ihn sein Landsmann Luka Pavićević als neuer Trainer von Alba Berlin zum deutschen Bundesligisten für die BBL-Saison 2007/08. Doch in der Saisonvorbereitung verletzte sich Jeretin schwer am Knie und absolvierte in der Folge kein Meisterschaftsspiel in jener Spielzeit, da auch aufgrund von Nachmeldungen das Kontingent von ausländischen Spielern ausgeschöpft war. In der folgenden Spielzeit 2008/09 spielte er unter dem serbischen Trainer Saša Obradović beim ukrainischen Vizemeister aus Kiew. Im Februar 2009 wechselte er nach Zypern zu Proteas AEL nach Limassol, wo er mit dem ebenfalls in Nikšić geborenen und bei Alba in der Saison 2007/08 aktiven Goran Nikolić das Final Four der EuroChallenge erreichte, bei dem man den vierten Platz belegte.
In der Saison 2009/10 war Jeretin zunächst wieder in der montenegrinischen Heimat bei KK Budućnost aktiv, aber auch jene Spielzeit spielte er beim dominanten montenegrinischen Verein nicht zu Ende, sondern wechselte im März 2010 in die Türkei zu Türk Telekomspor nach Ankara, mit denen er in den Play-offs um die türkische Meisterschaft im Viertelfinale ausschied. In der Saison 2010/11 war er in der russischen PBL bei Lokomotive Kuban aus Krasnodar aktiv, mit denen er das Finale der EuroChallenge erreichte, das gegen den slowenischen Vertreter KK Krka aus Novo mesto verloren ging. Anschließend spielte er mit der montenegrinischen Nationalmannschaft seine erste Endrunde bei der Basketball-Europameisterschaft 2011 in Litauen zusammen mit unter anderem Milko Bjelica, mit dem er schon bei Roter Stern vier Jahre zusammengespielt hatte. Nach einem Auftaktsieg in der Verlängerung gegen Mazedonien verlor man alle folgenden Vorrundenspiele und schied frühzeitig aus dem Turnier aus.
Zu Beginn der Saison 2011/12 erhielt er einen Vierwochen-Vertrag vom litauischen Vizemeister BC Lietuvos rytas aus Vilnius, nachdem der serbische Spielmacher Aleksandar Rašić, der in der Spielzeit 2007/08 ebenfalls bei Alba Berlin unter Vertrag war, eine Verletzung von der Europameisterschaft davongetragen hatte. Dieser Vertrag wurde nicht verlängert. Im November 2011 verpflichtete der deutsche BBL-Club Artland Dragons den Aufbauspieler als kurzfristigen Ersatz für den verletzten Bryan Bailey. Dieser Vertrag wurde Ende Dezember nach sechs Einsätzen nicht verlängert und Jeretin wurde daraufhin Mitte Januar 2012 vom slowenischen Rekordmeister Union Olimpija bis zum Saisonende unter Vertrag genommen. In der folgenden Saison unterschrieb er zum Jahresende einen Vertrag bei AEK Larnaka, wo er erneut in der zyprischen Division A spielt. Im Januar 2013 absolvierte Jeretin jedoch nur drei Spiele für den Verein.